# Antoni Tomkiewicz
Antoni Tomkiewicz (ur. 19 marca 1944 w Krasnopolu, zm. 8 marca 2022) – polski ksiądz katolicki, nauczyciel akademicki, wykładowca na Katolickim Uniwersytecie Lubelskim, współzałożyciel Międzynarodowego Towarzystwa Familiologicznego, współzałożyciel Międzynarodowego Towarzystwa Analizy Transakcyjnej.

## Życiorys
Antoni Tomkiewicz urodził się 19 marca 1944 w Krasnopolu. Był synem Antoniego i Teofili Tomkiewiczów. Studia teologiczne odbył w okresie 1963–1969 w Wyższym Seminarium Duchownym w Łomży. W 1968 roku tamże otrzymał święcenia kapłańskie z rąk biskupa Czesława Falkowskiego.
W okresie 1971–1975 odbył studia specjalistyczne w dziedzinie duszpasterstwa rodzin w Instytucie Teologii Pastoralnej na Katolickim Uniwersytecie Lubelskim, a równolegle – w latach 1971–1976 – studia z psychologii na Wydziale Filozofii Chrześcijańskiej KUL. W 1973 roku uzyskał tytuł magistra, na podstawie pracy dyplomowej pt. „Wychowanie dziecka w rodzinie w poglądach Akcji Katolickiej w Polsce”. W 1981 roku zdobył stopień naukowy doktora w dziedzinie teologii pastoralnej na podstawie rozprawy pt. „Obraz siebie i partnera u nowożeńców”.
Nauczycielem akademickim KUL został w 1975 r. Jednak z uczelnią tą był związany już od 1970. Wtedy bowiem, po dwuletnim okresie posługi kapłańskiej w diecezji łomżyńskiej, ówczesny biskup Czesław Falkowski skierował go na studia w dziedzinie Duszpasterstwa rodzin w Instytucie Teologii Pastoralnej oraz na studia z psychologii na Wydziale Filozofii Chrześcijańskiej KUL (jak wspomniano wyżej). Po ich ukończeniu, pracował w Katedrze Pedagogiki Rodziny, w której kolejno zajmował stanowiska: asystenta-stażysty – w okresie 1975–1976, następnie asystenta – w okresie 1977–1984, adiunkta – w okresie 1985–1997 i starszego wykładowcy – od 1998.
Tomkiewicz – wychowawca licznych pokoleń młodzieży akademickiej – zapisał się jako promotor ponad 70 prac magisterskich z zakresu pedagogiki katolickiej. Był też współzałożycielem Międzynarodowego Towarzystwa Analizy Transakcyjnej (PTAT) (pełniącym okresowo funkcję jego wiceprezydenta), członkiem Międzynarodowego Towarzystwa Pedagogicznego, Towarzystwa Naukowego KUL oraz Międzynarodowego Towarzystwa Familiologicznego (współzałożyciel).
Był organizatorem i współzałożycielem Instytutu Nauk o Rodzinie, działającego od 1999 na Wydziale Teologii KUL. Sprawował tam funkcje: sekretarza (w latach 1999–2001), wicedyrektora (w latach 2002–2005) i dyrektora (w latach 2005–2008). Był autorem programów studiów w tym instytucie.
W uznaniu swych zasług w przygotowaniu standardów nauczania na studiach magisterskich i licencjackich w Instytucie Nauk o Rodzinie otrzymał (2007) indywidualną nagrodę rektorską II stopnia.
Głównymi obszarami jego zainteresowań badawczych podczas pracy na KUL były: struktura i funkcje małżeństwa i rodziny, problematyka psychologii pastoralnej i wychowania w rodzinie, psychologiczne warunki satysfakcji w związku małżeńskim oraz zastosowanie analizy transakcyjnej do badania problemów małżeńsko-rodzinnych.
Świadectwem ukierunkowania jego zainteresowań badawczych jest jego dorobek ogłoszony w publikacjach. Składa się on, oprócz publikacji zwartej: „Obraz siebie i partnera u małżonków”, Lublin–Warszawa 2003, z wielu artykułów naukowych, tłumaczenia z języka niemieckiego pracy: R. Rogoll. „Nimm dich, wie du bist” – „Aby być sobą”, Warszawa 1989, a także haseł leksykograficznych i artykułów popularnonaukowych.
Umarł 8 marca 2022 w wieku 77 lat jako emerytowany kapłan diecezji łomżyńskiej, w kapłaństwie 54 lata. Został pochowany w grobie kapłańskim na cmentarzu parafialnym przy ul. Kopernika 3A w Łomży.

## Publikacje
- „Obraz siebie i partnera u małżonków”, Lublin-Warszawa 2003
- Samoakceptacja a relacje interpersonalne. „Roczniki Teologiczno-Kanoniczne” 28:1981 z. 6 s. 189–199.
- Psychologiczny aspekt alkoholizmu. „Ateneum Kapłańskie” 98:1982 s. 250–260.
- Analiza transakcyjna a doświadczenie religijne. „Summarium” 11-12:1982-1983 s. 311–321.
- Obraz siebie i partnera u małżonków. „Roczniki Filozoficzne” 31:1983 z. 4 s. 171–200.
- Ogólne zadania psychologii pastoralnej. „Roczniki Teologiczno-Kanoniczne” 30:1983 z. 6 s. 263–274.
- Postawy religijne w świetle analizy transakcyjnej. „Studia Teologiczne” 1:1983 s. 301–314.
- Niektóre zagadnienia analizy transakcyjnej. „Roczniki Nauk Społecznych” 12:1984 z. 2 s. 97–108.
- Proces kształtowania się pojęcia „Ja” u dziecka. W: Dziecko. Red. Wł. Piwowarski, W. Zdaniewicz. Warszawa-Poznań 1984 s. 119–130.
- Wprowadzenie do pedagogiki Waldorfa. „Summarium” 13:1984 s. 67–77.
- Rozmowa duszpasterska i jej uwarunkowania psychologiczne. „Roczniki Teologiczno-Kanoniczne” 33:1986 z. 6 s. 117–134.
- Familie, Schule und Kirche im religiösen Erziehungsprozess in Polen. „Katechetische Blätter” 11:1987 s. 868–873.
- Światopogląd w aspekcie psychologicznym. W: Z zagadnień światopoglądu chrześcijańskiego. Red. Marian Rusecki. Lublin 1989 s. 95–107.
- Doświadczenie religijne. W: Religia a życie codzienne. T 2. Red. E. Borowik. Kraków 1991 s. 173–183.
- Zarys problematyki analizy transakcyjnej. W: Problemy współczesnej psychologii. Red. Adam Biela, Cz. Walesa. Lublin 1992 s. 653–660.
- Autorytet w procesie wychowania. „Studia Teologiczne” 11:1993 s. 243–257.
- Chrześcijańska postawa pedagoga. „Roczniki Nauk Społecznych” 22:1994 z. 2 s. 21–38.
- Postawy religijne osób żyjących w małżeństwach pozasakramentalnych. „Roczniki Teologiczne” 41:1994 z. 6 s. 97–123.
- Poziom samoakceptacji a wsparcie otrzymywane w małżeństwie w świetle analizy transakcyjnej. „Studia Teologiczne” 12:1994 s. 333–358.
- Myśl wychowawcza Piusa XI w publikacjach Akcji Katolickiej w Polsce. „Roczniki Teologiczne” 42:1995 z. 6 s. 109–121.
- Ocena własnego życia u osób starszych o zróżnicowanej sytuacji rodzinnej. „Studia Teologiczne” 13:1995 s. 251–278.
- Rodzina podstawowym środowiskiem przygotowania do życia małżeńsko-rodzinnego w świetle publikacji Ks. Piotra Poręby. „Studia Warmińskie” 32:1995 s. 215–236.
- Teoretyczne założenia ruchu „New Age”. „Ateneum Kapłańskie” 125:1995 s. 402–409.
- Wychowawcze znaczenie pracy w świetle nauczania Jana Pała II. „Roczniki Nauk Społecznych” 23:1995 z. 2 s. 5–26.
- Obraz Boga u dzieci radosnych i smutnych w młodszym wieku szkolnym. „Studia Teologiczne” 14:1996 s. 239–260.
- Obraz wychowawcy klasy w opinii młodzieży szkół średnich. „Roczniki Nauk Społecznych” 24:1996 z. 2 s. 167–188.
- Rola sztuki w wychowaniu człowieka w poglądach Stefana Szumana. „Roczniki Nauk Społecznych” 24:1996 z. 2 s. 69–89.
- Samoakceptacja w kontekście uwarunkowań wewnętrznych i zewnętrznych. „Roczniki Teologiczne” 43:1996 z. 6 s. 161–174.
- Wpływ oddziaływań wychowawczych rodziców na poziom samoakceptacji młodzieży. „Studia Warmińskie” 23:1996 s. 85–101.
- Postawy wartościujące studentów polskich i amerykańskich (na przykładzie Katolickiego Uniwersytetu Lubelskiego i Franciszkańskiego Uniwersytetu ze Steubenville-USA). „Roczniki Nauk Społecznych” 25:1997 z. 2 s. 45–66.
- Rudolf Steiner i jego myśl pedagogiczna. „Paedagogia Christiana” 1:1997 s. 87–99.
- Świadomość patriotyczna młodzieży. „Studia Teologiczne” 15:1997 s. 255–274.
- Zgodność światopoglądów małżonków a ich więź małżeńska. „Roczniki Teologiczne” 44:1997 z. 6 s. 163–182. Ks. dr Antoni Tomkiewicz 3
- Rola ojca w procesie kształtowania postawy religijnej w okresie młodzieńczym. „Studia Teologiczne” 16:1998 s. 229–243.
- Samowychowanie młodzieży w oratoriach prowadzonych w systemie wychowawczym św. Jana Bosko w świetle badań empirycznych „Roczniki Teologiczne” 45:1998 z. 6 s. 131–156.
- Akceptacja w rodzinie a postawa religijna młodzieży w świetle analizy transakcyjnej. „Roczniki Teologiczne” 46:1999 z. 6 s. 90–112.
- Selbstakzeptanz und Zuwendung in der Ehe aus transaktions-analytischer Sicht. „Zeitschrift f ̈ur Transaktiosanalyse”. In Therie und Praxis. 1-2:1999 s. 72–81.
- Świadomość wychowawcza rodziców o zróżnicowanej postawie religijnej. W: W służbie wartościom. Księga pamiątkowa poświęcona ks. bp. prof. dr. hab. Kazimierzowi Ryczanowi z okazji 60-lecia urodzin. Red. R. Kamiński, S. Koza, L. Skorupa, K. Święs. Kielce 1999, s. 535–544.
- Intensywność postawy religijnej małżonków a ich ustosunkowanie się do metod planowania rodziny. „Roczniki Teologiczne” 47:2000 z. 6 s. 22–44.
- Psychologia pastoralna. Kierunki, zadania, metody. W: Teologia pastoralna. T. 1. Teologia pastoralna fundamentalna. Red. R. Kamiński. Lublin 2000, s. 29–45.
- Człowiek w relacji do prawdy samego siebie. W: Wychowanie człowieka otwartego. Red. A. Rynio. Kielce 2001, s. 118–131.
- Duszpasterstwo indywidualne. W: Teologia pastoralna. T. 2. Teologia pastoralna szczegółowa. Red. R. Kamiński. Lublin 2002, s. 599–625.
- Obraz siebie i obraz innych ludzi a doświadczenie religijne. Interpretacja w ujęciu analizy transakcyjnej. W: Przekonania i odpowiedzialność. Red. A. Drożdż, M. Drożdż. Kielce 2003, s. 123–135.
- Doświadczenie rodziców a doświadczenie religijne u młodzieży – analiza w świetle analizy transakcyjnej. „Badania nad schizofrenią” 5:2004, s. 528–539.
- Struktura i funkcje małżeństwa i rodziny – zagrożenia i nadzieje. „Roczniki Teologiczne” 51:2004 z. 10 s. 57–73.
- Doświadczenie boga a doświadczenie rodziców. „Roczniki Teologiczne” 52:2005 z. 10 s. 91–101.
- Kształtowanie się skryptu życiowego dziecka w środowisku rodzinnym w świetle analizy transakcyjnej. „Roczniki Teologiczne” 52:2005 z. 6 s. 141–156.
- Struktura osobowości a poziom samoakceptacji u osób bezrobotnych w ujęciu analizy transakcyjnej. „Roczniki Teologiczne” 53:2006 z. 10 s. 177–187.
- Znaczenie strukturalizacji czasu w kształtowaniu się więzi małżeńskiej (interpretacja w świetle analizy transakcyjnej). „Roczniki Teologiczne” 54:2007 z. 10 s. 139–151[7].
- Kościół domowy – miejscem ewangelizacji. W: 50 lat Teologii pastoralnej na Katolickim Uniwersytecie Lubelskim Jana Pawła II. Lublin 2009 s. 223–228

Źródło: Katolicki Uniwersytet Lubelski.

## Nagrody
- Indywidualna nagroda rektorska II stopnia za przygotowanie standardów nauczania na studiach magisterskich i licencjackich w Instytucie Nauk o Rodzinie KUL (2007).